# 集永成
集永成機構有限公司，簡稱集永成機構，以及集永成（英語：Chip Eng Seng Corporation Limited，SGX：C29），在1960年由林鎮成創立一家專門在新加坡經營建築、房地產等行業。
總部位於69 Ubi Crescent, #06-01, Singapore 408561。股份在1999年11月24日於新加坡交易所主板上市。招股價為0.18坡元，發行股份為125,000,000股，募集資本金額為22,500,000坡元。

## 連結
- ChipEngSeng.com.sg （页面存档备份，存于）